# Association de la presse présidentielle
Pour les articles homonymes, voir APP.
L’Association de la presse présidentielle (APP) est une association française fondée en 1928, ayant vocation à regrouper les journalistes accrédités auprès de la présidence de la République française. L’histoire de cette association est liée à l’évolution des relations entre le sommet de l’État en France et les médias.

## Rôle de l’association
L'association s’est donné pour rôle de développer les relations  entre les journalistes accrédités au palais de l'Élysée, de défendre leurs intérêts, et surtout de faciliter l’exercice de leur activité.

## Historique

### Émergence de l'association
Dès le début du XXe siècle, dans un paysage politique français où le régime de la troisième République semblait désormais bien ancré, la relation entre le pouvoir politique et le contre-pouvoir de la presse passent par des rites spécifiques, dont, notamment, la politique d’accréditation de journaliste d’une part, et l’organisation des voyages officiels en province ou à l’étranger, d’autre part. L’accréditation de journalistes et l’autorisation d’accompagner les voyages permettent de fidéliser un groupe de journalistes qui, selon Nicolas Rousselier, maître de conférences à Sciences Po, contribuent de fait à construire l’image d’une présidence au centre du discours patriotique et national, même si le président a essentiellement un rôle représentatif dans la constitution en vigueur.
L’historien Nicolas Mariot qui s’est intéressé aux voyages présidentiels (leur consacrant une thèse, Conquérir unanimement les cœurs : usages politiques et scientifiques des rites : le cas du voyage présidentiel en province 1888-1998, puis d’autres travaux et ouvrages) donne l'exemple du voyage d’Émile Loubet en Russie en 1902, et des tensions à cette occasion entre le cabinet présidentiel et les journalistes. Une cinquantaine de journalistes avaient eu droit à des faveurs officielles, avec une place dans un train, des repas, des logements, et des possibilités d’accès aux membres du cortège officiel. Mais en dehors de ces 50, le ministre de l'intérieur avait accordé des autorisations sur ce déplacement exceptionnel à plus de 200 autres journalistes qui se sont plaints, logiquement, d'être moins bien traités que les premiers. Pour consolider les possibilités des journalistes autorisés, sans que le pouvoir ne privilégie certains par des facilités spécifiques, la nécessité d’une association dédiée apparaît. Il s’agit également de faire reconnaître par la Présidence l’ensemble des journalistes accrédités comme des interlocuteurs indispensables, et de leur donner des moyens d’exercer leur activité, avec le risque de biais propagandiste que fait courir l'accréditation, les journalistes se faisant le relais de la propagande présidentielle, non pas par l'insincérité de leurs comptes-rendus écrits pour ne pas déplaire ou par flagornerie, mais par leur insertion dans le dispositif présidentiel.
Une telle société met quelques décennies à émerger et est créée finalement en 1928, à l’époque de la présidence de Gaston Doumergue. Cette association est plus spécialisée que les groupements de journalistes existants, et n’est ni tout à fait une organisation corporatiste, ni une organisation syndicale. Elle veut agir sur l’efficacité professionnelle des journalistes, tout en prenant en compte la nature de leur travail et en étant vigilant sur la liberté de la presse.

### Troisième et Quatrième République
Jean Rogier, journaliste du Petit Parisien, en est le premier président. Le monde des médias commence à la même époque à évoluer avec l’apparition des radios puis des télévisions, s’ajoutant à la presse traditionnelle. En 1932, l’hebdomadaire satirique Bec et ongles se moque dans une de ses pages de Jean Rogier qui aurait oublié de faire part au président Lebrun des récriminations des journalistes accrédités. Comme on lui en faisait reproche, Jean Rogier aurait répondu, selon ce journal satirique : « J’ai obtenu mieux », et devant son interlocuteur interloqué, de préciser « Le Président accepte la présidence d’honneur de notre société ! ».
L’association est mise en sommeil pendant la Seconde Guerre mondiale.

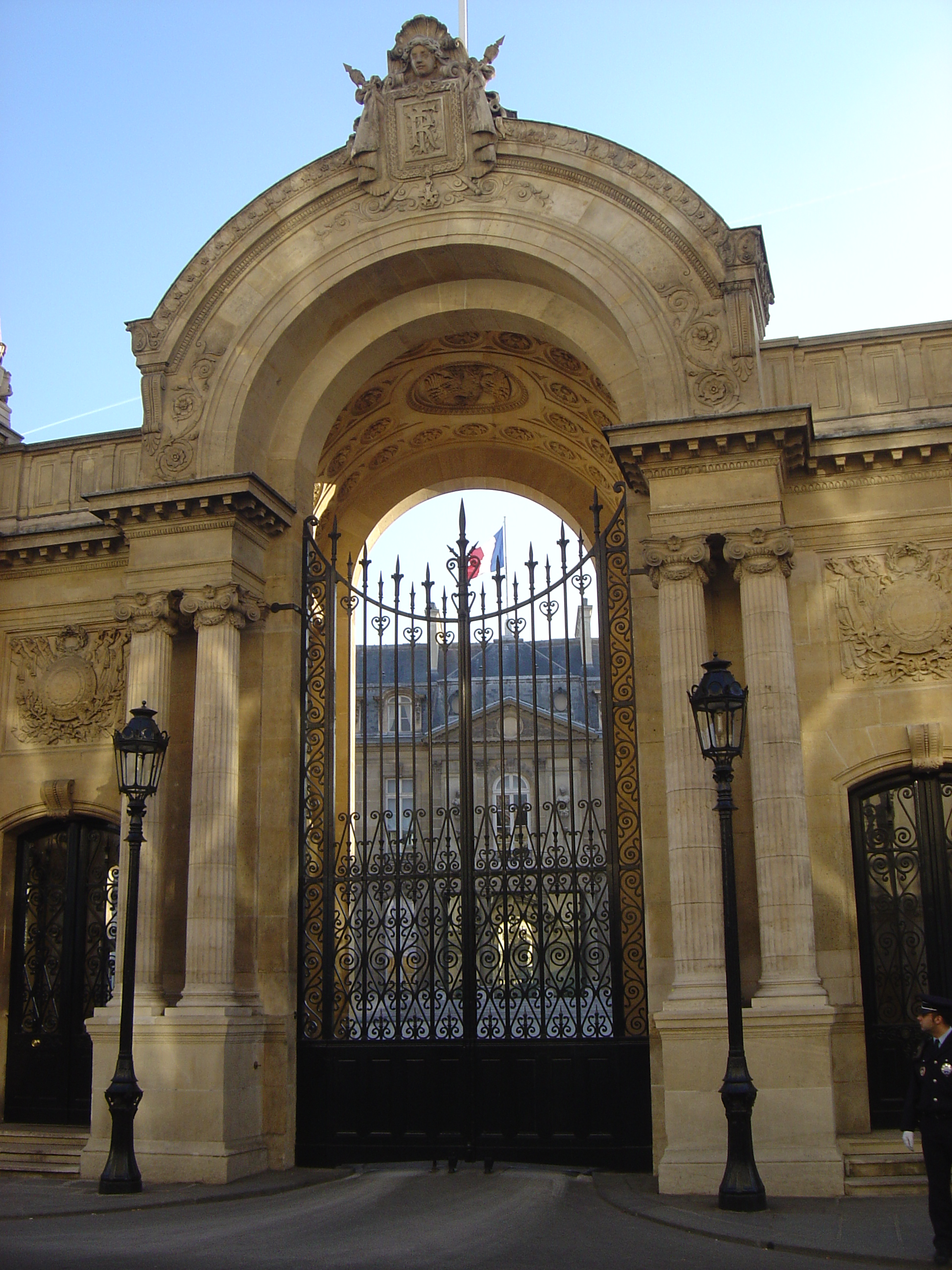
Entrée du palais de l'Élysée

Elle est réactivée en 1954-1955, alors que la Quatrième République se meurt.  Plusieurs personnes concourent à revitaliser cette organisation, à la fois au sein des services élyséens et au sein de la presse. L’une de ces personnes est Georges Reynal. Ce fonctionnaire a été chargé de la censure sous le régime de Vichy et a été directeur du Service central photographique (SCP) du cabinet du maréchal Pétain. Mais il a été dans la même période membre de la Résistance. Avec son concours, le SCP est ainsi mis à contribution pour renseigner les armées alliées et fournir des informations sur les troupes allemandes, leurs implantations, leurs mouvements et l'emplacement de leurs terrains d'aviation. À la suite d'une dénonciation, il est arrêté par les Allemands en février 1944 et déporté. De retour en France, il entre en 1947 au service du président de la République Vincent Auriol. Dès avril 1947, il crée le Service de presse de la présidence de la République et s'emploie à améliorer la gestion par les services élyséens des relations avec la presse. En 1954, il est nommé chef de bureau hors classe chargé de mission au service information de l'Élysée. De 1954 à 1958, il occupe les mêmes fonctions pour le deuxième et dernier président de cette Quatrième République, René Coty. En 1954, avec l'appui du président Coty, il relance l'Association de la presse présidentielle, avec le concours d’un journaliste de l’AFP, Lionel-Raoul Duval, accrédité auprès du président de l'Assemblée de l'Union française et du maréchal de France Alphonse Juin, puis, depuis 1955, accrédité auprès de la présidence de la République française. Lionel-Raoul Duval est le nouveau président de l’Association de la presse présidentielle, et est convié à ce titre à participer aux cérémonies marquant le départ de René Coty, en janvier 1959.

### Cinquième République
L’avènement de la Cinquième République déplace encore un peu plus le pouvoir vers le palais de l'Élysée et renforce l’importance de l’association. La présidentialisation du régime s’accompagne de rites nouveaux dans les modes de communication. En plus des vœux à la presse, où l’association est systématiquement conviée, Charles de Gaulle introduit à destination des journalistes les conférences de presse, exercice que reprendra chacun de ses successeurs, chacun avec son style. L’accompagnement des voyages présidentiels et les contacts à ces occasions entre le Président et les journalistes accrédités restent bien entendu usités, avec des moments off, de vrais ou de fausses confidences. L’Association de la presse présidentielle invite également les présidents, mais n’obtient pas toujours des réponses. Valéry Giscard d’Estaing accepte l’invitation et une visite d’une exposition organisée par l’APP pour le cinquantième anniversaire de l’association, en 1978. François Hollande, qui aime les échanges avec les journalistes, participe en 2013, un an après son arrivée au pouvoir, à un dîner avec l’APP.
La relation entre la présidence française et les médias est modifiée profondément à la fin du XXe siècle et début du XXIe siècle. Le ministère de l’Information, qui s’était même appelé dans l’entre-deux-guerres, le ministère de la Propagande, est supprimé définitivement par Valéry Giscard d’Estaing en 1974. Mais surtout, au-delà de cette décision symbolique, les radios puis les télévisions gagnent en diversité et en autonomie sous les septennats de son successeur, François Mitterrand : les présidents français perdent leur « chose ». Puis la généralisation d’internet et l’usage des réseaux sociaux complexifient encore la situation, y compris pour les médias dits « traditionnels ». L’APP maintient dans ce contexte son action pour que les journalistes puissent faire leur travail dans de bonnes conditions, soient reconnus et respectés. Elle intervient aussi lorsqu’un journaliste semble mis à l’écart, s’en désolant sans grande possibilité d’action lorsque c’est un choix délibéré d’un État étranger, lors d’un voyage officiel, mais se montrant ferme lorsque la discrimination est le fait du Président français, comme Mireille Lemaresquier intervenant lorsque Nicolas Sarkozy tente d’écarter Anna Bitton des déplacements officiels, à la suite d'un ouvrage de celle-ci sur son épouse, Cécilia.

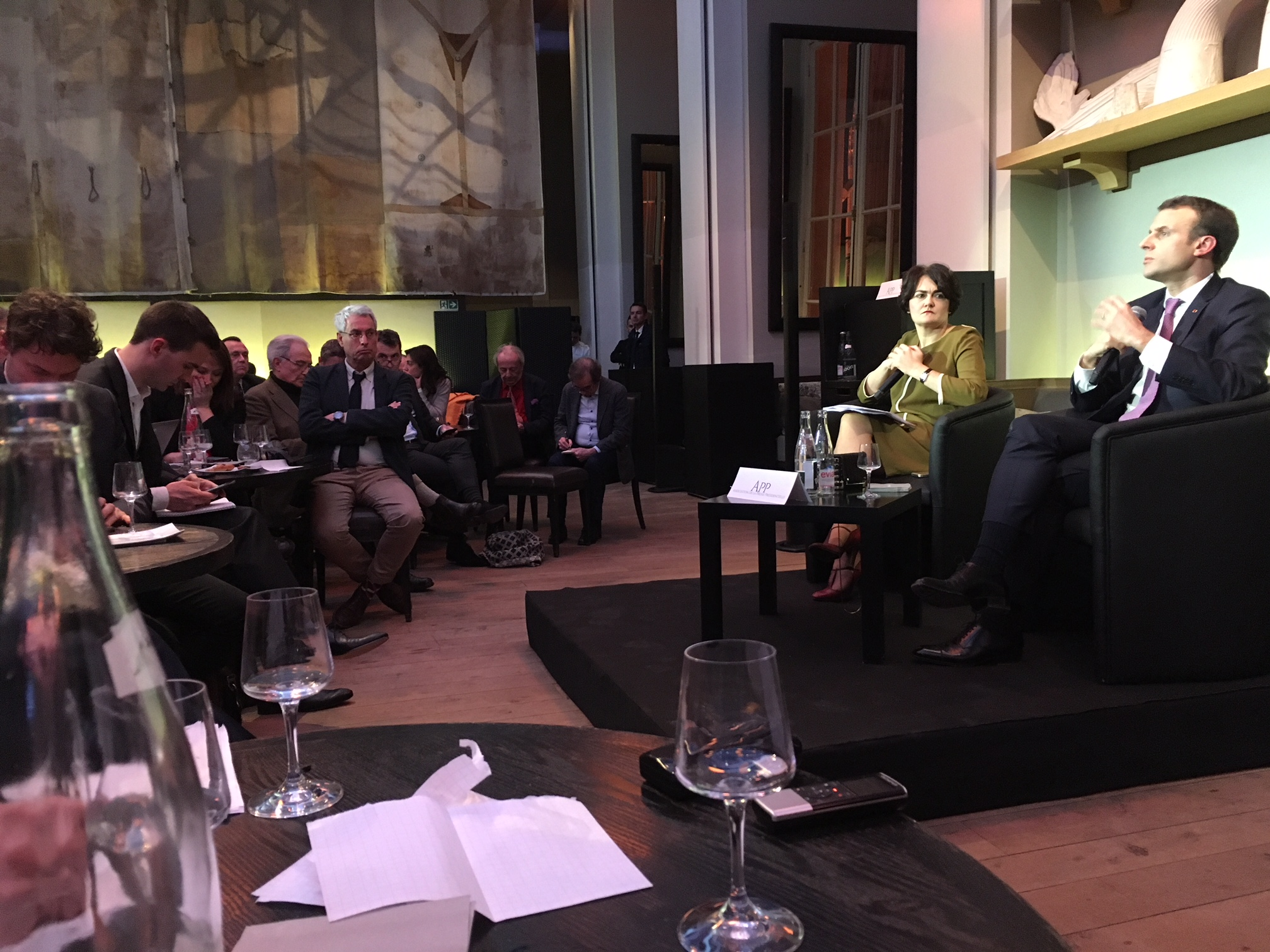
Échange entre le président Macron et les membres de l'association le 13 février 2018. À côté d'Emmanuel Macron, sur l'estrade, se trouve la présidente de l'association en 2018, Elizabeth Pineau

L’arrivée au pouvoir en 2017 d’Emmanuel Macron est marquée, semble-t-il, par une méfiance entre la nouvelle équipe élyséenne et ces médias traditionnels. Le nouvel arrivant cherche à réimaginer les relations entre le pouvoir et la presse. Il dit souhaiter retrouver une certaine solennité de la fonction présidentielle et une rareté de sa parole, mais, pour autant, il a besoin de communiquer. Il se méfie d’une trop grande proximité, et projette de sortir les journalistes accrédités de l’enceinte de l’Élysée, en fermant la salle de presse aménagée dans la cour du palais,. Ce projet est finalement aménagé : la salle à disposition de presse située dans la cour du palais présidentiel est maintenue mais réduite de moitié, et une seconde salle est mise à disposition des journalistes dans un bâtiment annexe. En outre, il se prête mi-février 2018 à un échange, deux heures durant, sans caméra, avec les membres de l’Association de la presse présidentielle,. Il répond ainsi à la présidente de l’APP, Elizabeth Pineau, qui lors des vœux à la presse, un mois plus tôt, avait souligné la nécessité des journalistes accrédités de pouvoir accéder de façon large à ses actions, à sa parole et à sa pensée « aussi complexe soit-elle », pour faire leur métier. Par la suite, y compris durant son deuxième mandat, Emmanuel Macron restreint l’accès des journalistes à la présidence, et indique vouloir désormais « aller à la rencontre des Français » sans passer par la presse, des rencontres organisées en catimini.

## Principaux présidents de l’APP
- 2024 : Jean-Rémi Baudot, France Info[21].
- 2020-2023 : Olivier Bost, RTL[22].
- 2016-2019 : Elizabeth Pineau, Reuters[23].
- 2012-2015 : Alain Barluet, Le Figaro[23],[24].
- 2008-2011 : Mireille Lemaresquier, France Info[25].
- 2006-2007 : Philippe Goulliaud, AFP.
- 2002-2005 : Isabelle Dath, RTL.
- 1998-2001 : Philippe Harrouard, France 2.
- 1994-1997 :  Dominique Gerbaud, La Croix[26].
- 1992-1993 : Nicole Kern, Le Figaro[27].
- 1991 : Pierre Favier, AFP[28].
- 1985 : René Mauriès, La Dépêche du Midi[28].
- 1975 : Alain Fernbach, TF1[9].
- 1972 : André Passeron, Le Monde[29].
- 1964 : Denis Perier Daville, Le Figaro.
- 1955 : Lionel Raoul-Duval, AFP.
- 1928 : Jean Rogier, Le Petit Parisien[30].